# Rafael dos Anjos
Rafael Souza dos Anjos (Río de Janeiro, 26 de octubre de 1984) es un artista marcial mixto brasileño que actualmente compite en la categoría de peso ligero y peso wélter en Ultimate Fighting Championship. Dos Anjos ha sido Campeón de Peso Ligero de UFC en una ocasión. 

## Carrera en artes marciales mixtas

### Ultimate Fighting Championship
En su debut, dos Anjos fue noqueado por Jeremy Stephens el 15 de noviembre de 2008 en UFC 91.
dos Anjos se enfrentó a Tyson Griffin el 1 de abril de 2009 en UFC Fight Night 18. dos Anjos perdió la pelea por decisión unánime. Tras el evento, ambos peleadores ganaron el premio a la Pelea de la Noche.
El 19 de septiembre de 2009, dos Anjos se enfrentó a Rob Emerson en UFC 103. dos Anjos ganó la pelea por decisión unánime.
En su primer combate del 2010, dos Anjos derrotó a Kyle Bradley por decisión unánime en UFC Fight Night 20.
En UFC 112, dos Anjos derrotó a Terry Etim por sumisión en la segunda ronda, ganando así el premio a la Sumisión de la Noche.
dos Anjos se enfrentó a Clay Guida el 7 de agosto de 2010 en UFC 117. dos Anjos perdió la pelea por una grave lesión en la mandíbula.
En su primer combate de 2011, dos Anjos se enfrentó a George Sotiropoulos en UFC 132. dos Anjos ganó la pelea por nocaut en la primera ronda.
El 19 de noviembre de 2011, dos Anjos se enfrentó a Gleison Tibau en UFC 139. dos Anjos perdió la pelea por decisión dividida.
El 15 de mayo de 2012, dos Anjos se enfrentó a Kamal Shalorus en UFC on Fuel TV 3. Tras ser derribado con una patada en la cabeza, dos Anjos logró reponerse y ganó la pelea por sumisión en la primera ronda.
dos Anjos se enfrentó a Anthony Njokuani el 11 de julio de 2012 en UFC on Fuel TV 4. dos Anjos ganó la pelea por decisión unánime.
En su siguiente combate, dos Anjos se enfrentó a Mark Bocek el 17 de noviembre de 2012 en UFC 154. dos Anjos ganó la pelea por decisión unánime.
El 18 de mayo de 2013, dos Anjos se enfrentó a Evan Dunham en UFC on FX 8. dos Anjos ganó la pelea por decisión unánime.
El 28 de agosto de 2013, dos Anjos se enfrentó a Donald Cerrone en UFC Fight Night 27. dos Anjos ganó la pelea por decisión unánime.
dos Anjos se enfrentó a Khabib Nurmagomedov el 19 de abril de 2014 en UFC on Fox 11. dos Anjos perdió la pelea por decisión unánime.
dos Anjos se enfrentó a Jason High el 7 de junio de 2014 en UFC Fight Night 42. dos Anjos ganó la pelea por nocaut técnico en la segunda ronda.
El 23 de agosto de 2014, dos Anjos se enfrentó a Benson Henderson en UFC Fight Night 49. dos Anjos ganó la pelea por nocaut en la primera ronda, ganando así el premio a la Actuación de la Noche.
El 13 de diciembre de 2014, dos Anjos se enfrentó a Nate Diaz en UFC on Fox 13. dos Anjos ganó la pelea por decisión unánime.

#### Campeonato de Peso Ligero
dos Anjos se enfrentó a Anthony Pettis el 14 de marzo de 2015 en UFC 185 por el campeonato de peso ligero. Rafael dos Anjos ganó la pelea por decisión unánime, ganando de esta manera el premio a la Actuación de la Noche y el título.
El 19 de diciembre de 2015, dos Anjos se enfrentó a Donald Cerrone en UFC on Fox 17. dos Anjos ganó la pelea por nocaut técnico en poco más de 1 minuto, ganando así el premio a la Actuación de la Noche.
Dos Anjos debía enfrentarse a Conor McGregor el 5 de marzo de 2016 en el UFC 196, en su segunda defensa del campeonato ligero. Sin embargo, se anunció el 23 de febrero que Dos Anjos había sido obligado a salir de la lucha debido a moratones en su pie durante el entrenamiento.
En su segunda defensa del título, Dos Anjos se enfrentó a Eddie Alvarez el 7 de julio de 2016 en el UFC Fight Night 90. Perdió el combate a través de TKO en la primera ronda.
Rafael dos Anjos se enfrentó a Paul Felder en su regreso al peso ligero el 14 de noviembre de 2020. Dos Anjos derrotó a Felder por decisión dividida. Esta pelea le valió el bono de Pelea de la Noche.

#### Post Campeonato
Dos Anjos se enfrentó a Tony Ferguson el 5 de noviembre de 2016 en The Ultimate Fighter América Latina 3 Finale. Perdió el combate por decisión unánime.

#### Peso wélter
Dos Anjos se enfrentó a Tarec Saffiedine, ex poseedor del título de Strikeforce, en una pelea de peso wélter el 17 de junio de 2017 en UFC Fight Night: Holm vs. Correia. Ganó la pelea por decisión unánime.
Rafael dos Anjos se enfrentó a Neil Magny el 9 de septiembre de 2017 en el UFC 215. Ganó la pelea por sumisión en la primera ronda. Esta victoria también le valió a dos Anjos su cuarto premio extra a la Actuación de la Noche.
Dos Anjos tiene previsto enfrentar a Robbie Lawler el 16 de diciembre de 2017 en UFC on Fox: Lawler vs. dos Anjos en una eliminatoria por el Campeonato de Peso Wélter.
Rafael dos Anjos peleó contra Colby Covington el 9 de junio de 2018 en UFC 225 por el campeonato interino de peso wélter de UFC. Perdió la pelea por decisión unánime.
Dos Anjos se enfrentó a Leon Edwards el 20 de julio de 2019 en UFC por ESPN 4. Perdió el combate por decisión unánime.
Rafael dos Anjos se enfrentó a Michael Chiesa el 25 de enero de 2020 en UFC Fight Night 166.  Perdió la pelea por decisión unánime.

## Vida personal
Rafael y su esposa tienen un hijo y un hijastro.
Después de que Clay Guida le destrozase la mandíbula, dos Anjos actualmente tiene una mandíbula de titanio fundido.

## Campeonatos y logros
- Ultimate Fighting Championship
  - Campeón de Peso Ligero de UFC (Una vez)
  - Actuación de la Noche (Tres veces)
  - Pelea de la Noche (Dos veces)
  - Sumisión de la Noche (Una vez)

## Récord en artes marciales mixtas
| Resultado | Récord | Oponente            | Método                            | Evento                                     | Fecha                    | Ronda | Tiempo | Localización                | Notas                                                                |
| --------- | ------ | ------------------- | --------------------------------- | ------------------------------------------ | ------------------------ | ----- | ------ | --------------------------- | -------------------------------------------------------------------- |
| Derrota   | 32–16  | Mateusz Gamrot      | Decisión (unánime)                | UFC 299                                    | 9 de marzo de 2024       | 3     | 5:00   | Miami, Florida              | Regresó a peso ligero                                                |
| Derrota   | 32–15  | Vicente Luque       | Decisión (unánime)                | UFC on ESPN: Luque vs. dos Anjos           | 12 de agosto de 2023     | 5     | 5:00   | Las Vegas, Nevada           |                                                                      |
| Victoria  | 32–14  | Bryan Barberena     | Sumisión (mateleón)               | UFC on ESPN: Thompson vs. Holland          | 3 de diciembre de 2022   | 2     | 3:20   | Orlando, Florida            | Retorno peso wélter.                                                 |
| Derrota   | 31–14  | Rafael Fiziev       | TKO (puñetazos)                   | UFC on ESPN: dos Anjos vs. Fiziev          | 9 de julio de 2022       | 5     | 0:18   | Las Vegas, Nevada           |                                                                      |
| Victoria  | 31–13  | Renato Moicano      | Decisión (unánime)                | UFC 272                                    | 5 de marzo de 2022       | 5     | 5:00   | Las Vegas, Nevada           | Pelea a peso pactado.                                                |
| Victoria  | 30–13  | Paul Felder         | Decisión (dividida)               | UFC Fight Night: Felder vs. dos Anjos      | 14 de noviembre de 2020  | 5     | 5:00   | Las Vegas, Nevada           | Retorno al peso ligero. Pelea de la noche.                           |
| Derrota   | 29–13  | Michael Chiesa      | Decisión (unánime)                | UFC Fight Night: Blaydes vs. dos Santos    | 25 de enero de 2020      | 3     | 5:00   | Raleigh, Carolina del Norte |                                                                      |
| Derrota   | 29–12  | Leon Edwards        | Decisión (unánime)                | UFC on ESPN: dos Anjos vs. Edwards         | 20 de julio de 2019      | 5     | 5:00   | San Antonio, Texas          |                                                                      |
| Victoria  | 29–11  | Kevin Lee           | Sumisión (arm-triangle choke)     | UFC Fight Night: dos Anjos vs. Lee         | 18 de mayo de 2019       | 4     | 3:47   | Rochester, Nueva York       |                                                                      |
| Derrota   | 28–11  | Kamaru Usman        | Decisión (unánime)                | The Ultimate Fighter: Heavy Hitters Finale | 30 de noviembre de 2018  | 5     | 5:00   | Las Vegas, Nevada           |                                                                      |
| Derrota   | 28–10  | Colby Covington     | Decisión (unánime)                | UFC 225                                    | 9 de junio de 2018       | 5     | 5:00   | Chicago, Illinois           | Por el campeonato interino de peso wélter de UFC.                    |
| Victoria  | 28–9   | Robbie Lawler       | Decisión (unánime)                | UFC on Fox: Lawler vs. dos Anjos           | 16 de diciembre de 2017  | 5     | 5:00   | Winnipeg, Manitoba, Canadá  |                                                                      |
| Victoria  | 27–9   | Neil Magny          | Sumisión (arm-triangle choke)     | UFC 215                                    | 9 de septiembre de 2017  | 1     | 3:43   | Edmonton, Alberta, Canadá   | Actuación de la Noche.                                               |
| Victoria  | 26–9   | Tarec Saffiedine    | Decisión (unánime)                | UFC Fight Night: Holm vs. Correia          | 17 de junio de 2017      | 3     | 5:00   | Kallang, Singapur           | Debut peso wélter.                                                   |
| Derrota   | 25–9   | Tony Ferguson       | Decisión (unánime)                | UFC Fight Night: dos Anjos vs. Ferguson    | 5 de noviembre de 2016   | 5     | 5:00   | Ciudad de México            | Pelea de la noche.                                                   |
| Derrota   | 25–8   | Eddie Alvarez       | TKO (golpes)                      | UFC Fight Night: dos Anjos vs. Alvarez     | 7 de julio de 2016       | 1     | 3:49   | Las Vegas, Nevada           | Perdió el Campeonato de Peso Ligero de UFC.                          |
| Victoria  | 25–7   | Donald Cerrone      | TKO (golpes)                      | UFC on Fox: dos Anjos vs. Cerrone 2        | 19 de diciembre de 2015  | 1     | 1:06   | Orlando, Florida            | Defendió el Campeonato de Peso Ligero de UFC; Actuación de la Noche. |
| Victoria  | 24–7   | Anthony Pettis      | Decisión (unánime)                | UFC 185                                    | 14 de marzo de 2015      | 5     | 5:00   | Dallas, Texas               | Ganó el Campeonato de Peso Ligero de UFC; Actuación de la Noche.     |
| Victoria  | 23–7   | Nate Diaz           | Decisión (unánime)                | UFC on Fox: dos Santos vs. Miocic          | 13 de diciembre de 2014  | 3     | 5:00   | Phoenix, Arizona            |                                                                      |
| Victoria  | 22–7   | Benson Henderson    | KO (golpe)                        | UFC Fight Night: Henderson vs. dos Anjos   | 23 de agosto de 2014     | 1     | 2:31   | Tulsa, Oklahoma             | Actuación de la Noche.                                               |
| Victoria  | 21–7   | Jason High          | TKO (golpes)                      | UFC Fight Night: Henderson vs. Khabilov    | 7 de junio de 2014       | 2     | 3:36   | Albuquerque, Nuevo México   |                                                                      |
| Derrota   | 20–7   | Khabib Nurmagomedov | Decisión (unánime)                | UFC on Fox: Werdum vs. Browne              | 19 de abril de 2014      | 3     | 5:00   | Orlando, Florida            |                                                                      |
| Victoria  | 20–6   | Donald Cerrone      | Decisión (unánime)                | UFC Fight Night: Condit vs. Kampmann 2     | 28 de agosto de 2013     | 3     | 5:00   | Indianapolis, Indiana       |                                                                      |
| Victoria  | 19–6   | Evan Dunham         | Decisión (unánime)                | UFC on FX: Belfort vs. Rockhold            | 18 de mayo de 2013       | 3     | 5:00   | Jaraguá do Sul              |                                                                      |
| Victoria  | 18–6   | Mark Bocek          | Decisión (unánime)                | UFC 154                                    | 17 de noviembre de 2012  | 3     | 5:00   | Montreal                    |                                                                      |
| Victoria  | 17–6   | Anthony Njokuani    | Decisión (unánime)                | UFC on Fuel TV: Muñoz vs. Weidman          | 11 de julio de 2012      | 3     | 5:00   | San José, California        |                                                                      |
| Victoria  | 16–6   | Kamal Shalorus      | Sumisión (rear-naked choke)       | UFC on Fuel TV: Korean Zombie vs. Poirier  | 15 de mayo de 2012       | 1     | 1:40   | Fairfax, Virginia           |                                                                      |
| Derrota   | 15–6   | Gleison Tibau       | Decisión (dividida)               | UFC 139                                    | 19 de noviembre de 2011  | 3     | 5:00   | San José, California        |                                                                      |
| Victoria  | 15–5   | George Sotiropoulos | KO (golpe)                        | UFC 132                                    | 2 de julio de 2011       | 1     | 0:59   | Las Vegas, Nevada           |                                                                      |
| Derrota   | 14–5   | Clay Guida          | Sumisión (lesión en la mandíbula) | UFC 117                                    | 7 de agosto de 2010      | 3     | 1:51   | Oakland, California         |                                                                      |
| Victoria  | 14–4   | Terry Etim          | Sumisión (armbar)                 | UFC 112                                    | 10 de abril de 2010      | 2     | 4:30   | Abu Dhabi                   | Sumisión de la Noche.                                                |
| Victoria  | 13–4   | Kyle Bradley        | Decisión (unánime)                | UFC Fight Night: Maynard vs. Diaz          | 11 de enero de 2010      | 3     | 5:00   | Fairfax, Virginia           |                                                                      |
| Victoria  | 12–4   | Rob Emerson         | Decisión (unánime)                | UFC 103                                    | 19 de septiembre de 2009 | 3     | 5:00   | Dallas, Texas               |                                                                      |
| Derrota   | 11–4   | Tyson Griffin       | Decisión (unánime)                | UFC Fight Night: Condit vs. Kampmann       | 1 de abril de 2009       | 3     | 5:00   | Nashville, Tennessee        | Pelea de la Noche.                                                   |
| Derrota   | 11–3   | Jeremy Stephens     | KO (golpe)                        | UFC 91                                     | 15 de noviembre de 2008  | 3     | 0:39   | Las Vegas, Nevada           |                                                                      |
| Victoria  | 11–2   | Takafumi Otsuka     | Decisión (dividida)               | Fury FC 6: High Voltage                    | 12 de julio de 2008      | 3     | 5:00   | Río de Janeiro              |                                                                      |
| Victoria  | 10–2   | Takaichi Hirayama   | Sumisión (armbar)                 | Pancrase: Shining 5                        | 1 de junio de 2008       | 1     | 1:25   | Tokio                       |                                                                      |
| Victoria  | 9–2    | Gabriel Veiga       | Decisión (unánime)                | Fury FC 5: Final Conflict                  | 6 de diciembre de 2007   | 3     | 5:00   | São Paulo                   |                                                                      |
| Victoria  | 8–2    | Danilo Cherman      | Sumisión (kimura)                 | Fury FC 4: High Voltage                    | 4 de agosto de 2007      | 2     | 3:38   | Teresópolis                 |                                                                      |
| Victoria  | 7–2    | Maurício Souza      | Sumisión (rear-naked choke)       | XFC: Brazil                                | 29 de abril de 2007      | 1     | 6:24   | Río de Janeiro              |                                                                      |
| Victoria  | 6–2    | Thiago Minu         | Sumisión (rear-naked choke)       | XFC: Brazil                                | 29 de abril de 2007      | 1     | 7:28   | Río de Janeiro              |                                                                      |
| Victoria  | 5–2    | Johil de Oliveira   | Sumisión (rear-naked choke)       | Juiz de Fora: Fight 4                      | 7 de abril de 2007       | 1     | 2:50   | Juiz de Fora                |                                                                      |
| Victoria  | 4–2    | Mateus Trindade     | Decisión (unánime)                | Shooto: Brazil 11                          | 24 de marzo de 2007      | 3     | 5:00   | Río de Janeiro              |                                                                      |
| Victoria  | 3–2    | Diogo Oliveira      | Sumisión (armbar)                 | Top Fighter MMA 2                          | 25 de octubre de 2006    | 2     |        | Río de Janeiro              |                                                                      |
| Derrota   | 2–2    | Jorge Britto        | Decisión (dividida)               | Arena BH Combat                            | 4 de junio de 2005       | 3     | 5:00   | Brasil                      |                                                                      |
| Victoria  | 2–1    | Felipe Arinelli     | TKO (parada médica)               | Juiz de Fora: Fight 2                      | 26 de abril de 2005      | 2     |        | Brasil                      |                                                                      |
| Victoria  | 1–1    | João Paulo          | Decisión                          | Arena BH                                   | 9 de octubre de 2004     |       |        | Minas Gerais                |                                                                      |
| Derrota   | 0–1    | Adriano Abu         | Decisión (dividida)               | Juiz de Fora: Fight 1                      | 25 de septiembre de 2004 | 3     | 5:00   | Juiz de Fora                |                                                                      |